# آلیس در سرزمین عجایب (فیلم ۲۰۰۵)
«آلیس در سرزمین عجایب» (انگلیسی: Alice in Wonderland (2005 film)) یک فیلم است که در سال ۲۰۰۵ منتشر شد.